# Kolokxa
Kolokxa (en rus: Коверлево) és un poble (un possiólok) de l'óblast de Vladímir, a Rússia, segons el cens del 2010 tenia 907 habitants. Pertany al districte municipal de Sóbinka.